# 어린이는 사랑입니다
《어린이는 사랑입니다》는 2021년에 KBS1에서 방송된 텔레비전 프로그램이다.